# Ministre en chef (Inde)
En Inde, un ministre en chef (anglais : Chief Minister) est le chef de gouvernement d'un des vingt-huit États ou des territoires de Puducherry, Jammu-et-Cachemire ou Delhi.
La Constitution de l'Inde prévoit que le gouverneur nommé par le président soit de jure à la tête de l'État mais que le pouvoir exécutif est exercé par le ministre en chef et son gouvernement qui sont responsables devant l'Assemblée législative de l'État.
La fonction est équivalente à celle des premiers ministres des provinces et territoires du Canada et à celle des premiers ministres et ministres en chef des états et territoires australiens.

## Sélection
L'article 173 de la Constitution prévoit qu'un ministre en chef soit :
- un citoyen indien ;
- un membre de la législature de l'État ou, s'il n'est pas membre de la législature qu'il le devienne dans les six mois qui suivent sa nomination ou qu'il démissionne ;
- âgé de 25 ans ou plus.

Le ministre en chef est nommé par le gouverneur de l'État. En général, à la suite d'élections, le gouverneur invite le parti ou la coalition disposant d'une majorité à l'Assemblée législative à former un gouvernement.
Les autres membres du conseil des ministres de l'État sont nommés par le gouverneur sur proposition du ministre en chef.
La Constitution ne prévoit de limite à la durée du mandat du ministre en chef. En revanche, le conseil des ministres est collectivement responsable devant l'Assemblée législative de l'État : suivant les conventions du système de Westminster, le gouverneur ne révoque le ministre en chef que si celui-ci ne dispose plus de la confiance de l'Assemblée.

## Pouvoirs
Le ministre en chef est le chef du gouvernement de l'État. C'est lui qui propose au gouverneur les autres membres du conseil des ministres. L'ensemble des actes exécutifs du gouvernement sont faits au nom du gouverneur et le ministre en chef a l'obligation de le tenir informé des affaires de l'État.

## Liste des ministres en chef
| Alliance démocratique nationale - BJP (12) - AIADMK (1) - Janata Dal (United) (1) - Mizo National Front (1) - Nationalist Democratic Progressive Party (1) - National People's Party (1) Alliance progressiste unie - Congrès (5) - Janata Dal (Secular) (1) Autres - CPI(M) (1) - Aam Aadmi Party (1) - Trinamool Congress (1) - Biju Janata Dal (1) - Sikkim Krantikari Morcha (1) - Telangana Rashtra Samithi (1) - YSR Congress Party (1) - Governor's rule (1) |

### États
| État               | Ministre en chef             | Ministre en chef | Ministre en chef       | Ministre en chef  |
| État               | Nom                          | Parti            | Parti                  | Depuis le         |
| ------------------ | ---------------------------- | ---------------- | ---------------------- | ----------------- |
| Andhra Pradesh     | Y. S. Jagan Mohan Reddy (en) |                  | YSRCP                  | 30 mai 2019       |
| Arunachal Pradesh  | Pema Khandu (en)             |                  | BJP                    | 17 juillet 2016   |
| Assam              | Himanta Biswa Sarma (en)     |                  | BJP                    | 10 mai 2021       |
| Bengale-Occidental | Mamata Banerjee              |                  | AITC                   | 20 mai 2011       |
| Bihar              | Nitish Kumar                 |                  | JD(U)                  | 22 février 2015   |
| Chhattisgarh       | Vishnu Deo Sai (en)          |                  | BJP                    | 13 décembre 2023  |
| Goa                | Pramod Sawant (en)           |                  | BJP                    | 19 mars 2019      |
| Gujarat            | Bhupendrabhai Patel (en)     |                  | BJP                    | 13 septembre 2021 |
| Haryana            | Manohar Lal Khattar (en)     |                  | BJP                    | 26 octobre 2014   |
| Himachal Pradesh   | Sukhvinder Singh Sukhu (en)  |                  | Congrès                | 11 décembre 2022  |
| Jharkhand          | Hemant Soren (en)            |                  | Jharkhand Mukti Morcha | 28 décembre 2014  |
| Karnataka          | Siddaramaiah (en)            |                  | Congrès                | 20 mai 2023       |
| Kerala             | Pinarayi Vijayan             |                  | PCI(M)                 | 24 mai 2016       |
| Madhya Pradesh     | Mohan Yadav (en)             |                  | Bharatiya Janata Party | 13 décembre 2023  |
| Maharashtra        | Eknath Shinde (en)           |                  | Shiv Sena              | 30 juin 2022      |
| Manipur            | Nongthombam Biren Singh (en) |                  | BJP                    | 15 mars 2017      |
| Meghalaya          | Conrad Sangma                |                  | NPP                    | 6 mars 2018       |
| Mizoram            | Lalduhoma (en)               |                  | MNF                    | 15 décembre 2018  |
| Nagaland           | Neiphiu Rio (en)             |                  | NDPP                   | 8 mars 2018       |
| Odisha             | Naveen Patnaik               |                  | BJD                    | 5 mars 2000       |
| Pendjab            | Bhagwant Mann (en)           |                  | AAP                    | 16 mars 2022      |
| Rajasthan          | Bhajan Lal Sharma (en)       |                  | BJP                    | 15 décembre 2023  |
| Sikkim             | Prem Singh Tamang (en)       |                  | SKM                    | 27 mai 2019       |
| Tamil Nadu         | M. K. Stalin                 |                  | DMK                    | 7 mai 2021        |
| Télangana          | Revanth Reddy (en)           |                  | Congrès                | 2 juin 2014       |
| Tripura            | Biplab Kumar Deb             |                  | BJP                    | 7 décembre 2023   |
| Uttarakhand        | Pushkar Singh Dhami (en)     |                  | BJP                    | 4 juillet 2021    |
| Uttar Pradesh      | Yogi Adityanath              |                  | BJP                    | 19 mars 2017      |

### Territoires
| Territoire         | Ministre en chef | Ministre en chef | Ministre en chef | Ministre en chef |
| Territoire         | Nom              | Parti            | Parti            | Depuis le        |
| ------------------ | ---------------- | ---------------- | ---------------- | ---------------- |
| Delhi              | Arvind Kejriwal  |                  | Aam Aadmi Party  | 14 février 2015  |
| Jammu-et-Cachemire | vacant           |                  | Governor's Rule  | 31 octobre 2019  |
| Puducherry         | N. Rangaswamy    |                  | AINRC            | 7 mai 2021       |